# マット・カリル
マット・カリル（Matt Kalil 1989年7月6日- ）はカリフォルニア州コロナ出身のアメリカンフットボール選手。現在フリーエージェント。ポジションはオフェンシブタックル。オールプロセンターのライアン・カリルの弟である。

## 経歴
大学進学前の2008年には、Rival.comから5つ星、全米で3番目のオフェンシブタックルと評価された。
USCに進学した彼は、1年次には、右タックルのタイロン・スミスの控えとなり、主にスペシャルチームとしてプレー、ボストンカレッジ戦で初先発した。2年次にはチャールズ・ブラウンから左タックルのポジションを奪い、全13試合に先発出場した。ディフェンシブラインマンやスペシャルチームでもプレーし、ノートルダム大学戦ではPATをブロックした。3年次の2011年にも左タックルとして先発出場し、1試合平均456.8ヤード獲得のトータルオフェンスを支えた。この年カリルは、自身はQBサックを許さず、オフェンシブラインユニット全体でも、マット・バークリーを全米最少の8被サックと守った。この年モリス賞を受賞、ロンバルディ賞のセミファイナリストにも選ばれた。
2010年シーズン終了後、カリルは2012年のNFLドラフトで最も優れたオフェンシブラインマンと目された。2011年12月16日にアーリーエントリーを表明した。先発した24試合で相手選手に許したQBサックは、わずか1回であった。
NFLドラフトコンバインでも高いパフォーマンスを見せ、ドラフトで全体3位指名権を持つミネソタ・バイキングスが指名することが予想された。
1巡指名が期待される選手として、ドラフトに招待された。クリーブランド・ブラウンズとのトレードダウンによって、全体4位でバイキングスから指名された。バイキングスがドラフト1巡で指名するのは、2002年のブライアント・マッキニー以来であった。
カリルはUSCのオフェンシブラインマンとしては、1968年のロン・イエーリー、1977年のマービン・パウエル、1980年のアンソニー・ムニョス、1995年のトニー・ボセリに次いで5人目のドラフトトップ5で指名された選手となった。同僚のタイロン・スミスは、2011年のドラフトで全体9位で指名されており、同一大学のオフェンシブラインマンが2年連続ドラフトトップ10で指名されるのは、2001年、2002年にテキサス大学のレナード・デービス、マイク・ウィリアムス以来であった。
2012年7月26日、バイキングスと4年契約を結んだ。シーズン開幕戦のジャクソンビル・ジャガーズ戦ではジョシュ・スコービーのPATをブロックした。この年チームは10勝6敗でプレーオフに進出、カリルらのブロックもあり、エースRBのエイドリアン・ピーターソンは、NFL新記録まであと9ヤードの2,097ヤードを走った。
シーズン終了後、ワシントン・レッドスキンズのトレント・ウィリアムスがナイトクラブでのけんかにより負傷したため、代役としてプロボウルに選出された。

## 人物
父親のフランク・カリルは、アーカンソー大学のセンターで、1982年のNFLドラフトでバッファロー・ビルズに指名され、USFLのアリゾナ・ラングラーズ、ヒューストン・ギャンブラーズでプレーした。兄のライアン・カリルは、USCでオールアメリカンに選ばれたことがあり、カロライナ・パンサーズ等に所属していた。